# Vex Red
Les Vex Red sont un groupe anglais mélangeant accents hard rock et musique électronique, dont les influences semblent avoir été Nirvana et Pearl Jam, voire le néo métal américain et qui sortent en 2002 Start with a Strong and Persistant Desire. Les titres Can't smile et Itch les propulsent sur le devant de la scène alternative durant la première moitié de l'année.
Très vite il apparait des dissensions au sein du groupe et dès l'année suivante le groupe se sépare.
Le chanteur Terry Abbott s'est depuis lancé dans Septembre, les quatre autres membres ont fondé Scenes. Ben Calvert a rejoint plusieurs autres formations et artistes, dont Killing Joke et Calvin Harris.

## Membres du groupe
- Terry Abbott : chant ;
- Ben Calvert : batterie ;
- Keith Lambert : basse ;
- Ant Forbes et Nick Goulding : guitare.